# Phyllomacromia maesi
Phyllomacromia maesi – gatunek ważki z rodziny Macromiidae.